# Adolph Rupp
Adolph Frederick Rupp (Halstead, 2 settembre 1901 – Lexington, 10 dicembre 1977) è stato un allenatore di pallacanestro statunitense, membro del Naismith Memorial Basketball Hall of Fame dal 1969.

## Palmarès
- 4 volte campione NCAA (1948, 1949, 1951, 1958)
- Henry Iba Award (1966)

## Nei media
- Jon Voight ha interpretato Adolph Rupp nel film del 2006 Glory Road - Vincere cambia tutto.